# XT3 (EVS)

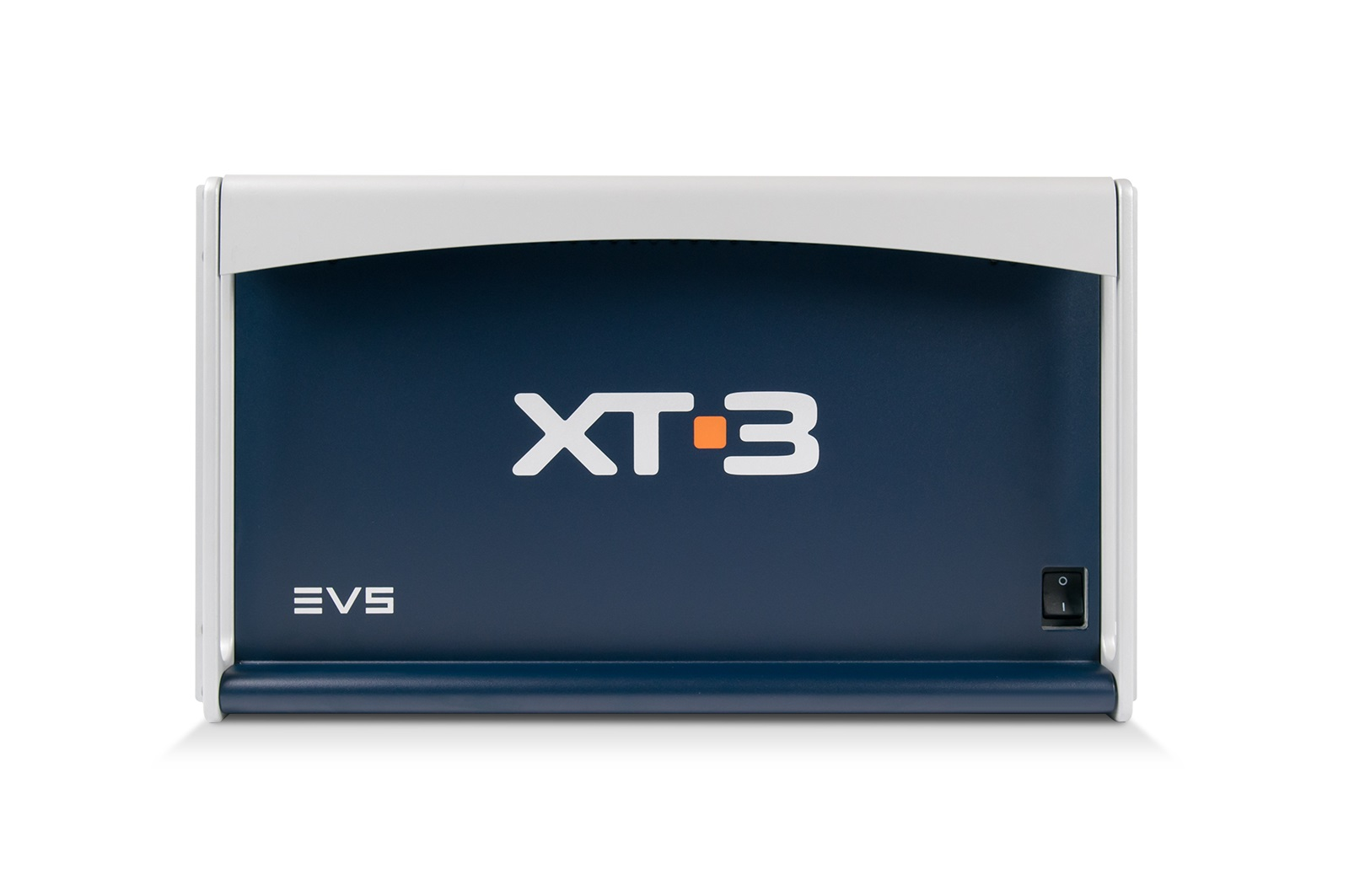
Serwer XT3

XT3 – serwer z serii XT produkcji belgijskiej firmy EVS.
Serwer został zaprojektowany tak, aby umożliwić jednoczesne nagrywanie, jak i odtwarzanie przekazów audio-wideo. XT3 obsługuje do 12 kanałów SD/HD albo 6 kanałów 3D/1080p (3G lub dual link). Serwer zapisuje dane na twardych dyskach. Pozwala to na w pełni nieliniową edycję materiałów.
XT3 był używany m.in. podczas Mistrzostw Świata w piłce nożnej, Mistrzostw Świata w futbolu amerykańskim, MotoGP, czy podczas Igrzysk Olimpijskich. Wykorzystywany jest również przez takie stacje telewizyjne, jak: BBC, NBC, Sky, France 2, CCTV i wiele innych.
Kontrola XT3 odbywa się za pomocą Multicam(LSM) lub oprogramowania IpDirector. Większość wozów transmisyjnych na świecie używa Serwerów XT wraz z kontrolerem Multicam(LSM). Taka konfiguracja umożliwia natychmiastowe powtórki, przy dowolnej prędkości odtwarzania materiału. Potwierdzeniem niezwykłej przydatności tego typu konfiguracji było przyznanie EVS Nagrody Emmy.
Sukces serwerów XT doprowadził do stworzenia serii XS, które dedykowane są dla środowisk studyjnych.